# جیوتی دشپانده
جیوتی دشپانده (انگلیسی: Jyoti Deshpande) تهیه‌کننده فیلم و اهل کسب و کار هندی است
که در حال حاضر مدیرعامل شرکت وایاکام۱۸ می‌باشد. مدتها قبل او مدیر عامل گروپ (Group CEO) و مدیر اجرایی شرکت ایروس بود.

## فیلم‌شناسی
از جمله فیلم‌هایی که او به عنوان تهیه‌کننده در آن فعالیت داشته‌است می‌توان به موارد زیر اشاره کرد.
- پسران هندی (۲۰۱۱)[۴]
- مدرسه انگلیسی (۲۰۲۰)[۵][۶]
- لال سینگ چادا (۲۰۲۲)
- گرگینه (۲۰۲۲)
- بو (۲۰۲۳)
- برو کنار و مراقب باش (۲۰۲۳)
- پدر خونین (۲۰۲۳)[۷]
- نابینا (۲۰۲۳)
- گروهبان (۲۰۲۳)
- عشق ساده (۲۰۲۳)[۸]
- دوره آزمایشی (۲۰۲۳)
- دانکی (۲۰۲۳)
- جنگنده (۲۰۲۴)[۹]